# Triador

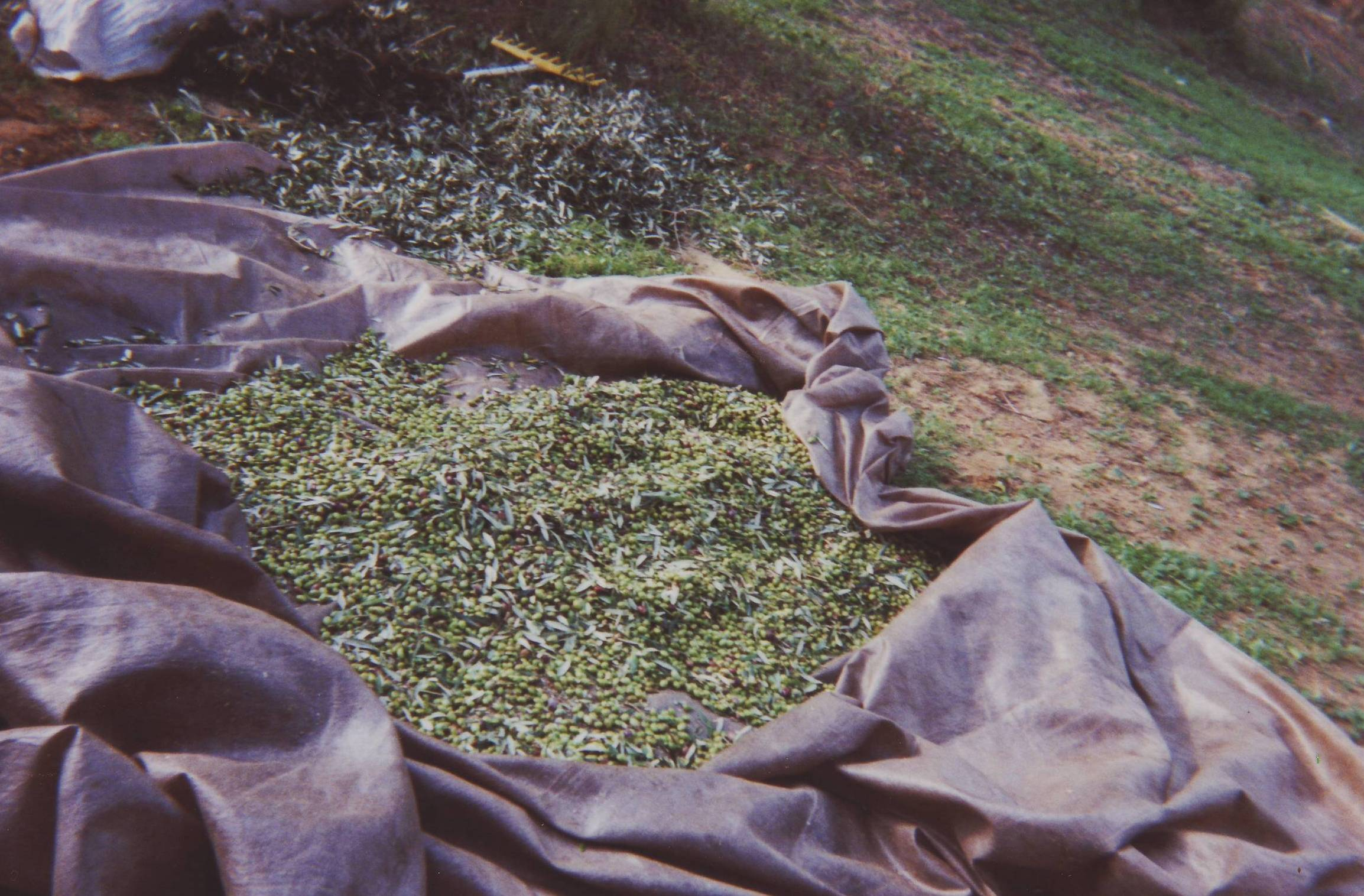
Olives i fulles acabades de collir, a peu d'olivera.

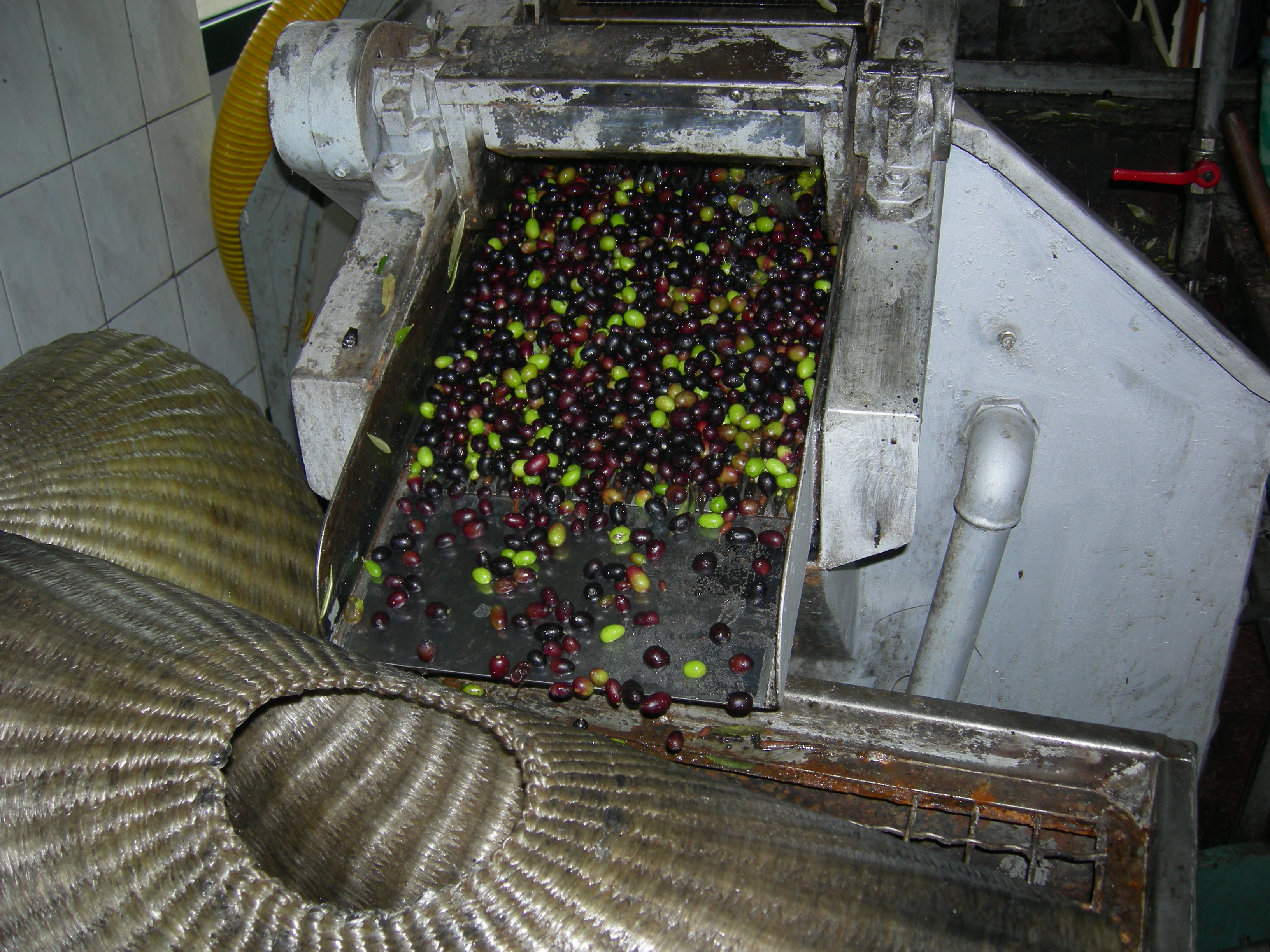
Olives netes abans de moldre. Amb alguna fulla residual.

Un triador, passador o porgador és un estri emprat per a separar les fulles, branquetes i pedres de les olives acabades de collir i posades en sacs.

## Descripció
En disposició per a ser usat, un passador és una rampa inclinada de fusta d'uns dos metres de llarg. Els costats són dos llistons de fusta d'uns vint centímetres. L'amplària és d'uns seixanta centímetres. El fons està format per llistons de fusta longitudinals separats uns sis mil·límetres.

### Imatge
En el blog de referència hi ha una imatge amb un passador d'olives. També es pot veure una imatge d'un banc o escala de collir olives. Altres imatges a la referència adjunta a continuació.

### Traducció
En castellà, un triador pot anomenar-se zaranda o pájaro.

## Funcionament
La barreja d'olives i fulles de la collita es va dipositant en petites quantitats (de l'ordre d'un cabàs) en la part alta de la rampa. Amb l'ajut manual d'una o dues persones, les olives van baixant i les fulles poden caure pels espais buits del fons. Si hi ha fulles amb branquetes es queden enganxades i es poden separar manualment. Les pedres petites també poden caure.
Un porgador d'olives és un estri que requereix molta feina manual. El procés no és automàtic. Les olives brutes són exposades i esteses en una capa a dalt de la rampa i la tria és, en gran part, manual. A la part de baix de la rampa les olives queden netes, amb poques matèries estranyes i poden ensacar-se o ser portades a l'operació de rentat amb aigua.

## Necessitat
En els diversos sistemes tradicionals de collir olives hi havia una quantitat important de fulles (i altres matèries estranyes) que calia separar si hom volia obtenir un oli de qualitat. Un porgador de rampa permetia fer aquesta operació de forma econòmica i, relativament, ràpida.